# 3825 Nürnberg
3825 Nürnberg este un asteroid din centura principală, descoperit pe 30 octombrie 1967 de Luboš Kohoutek.